# Aca Larência

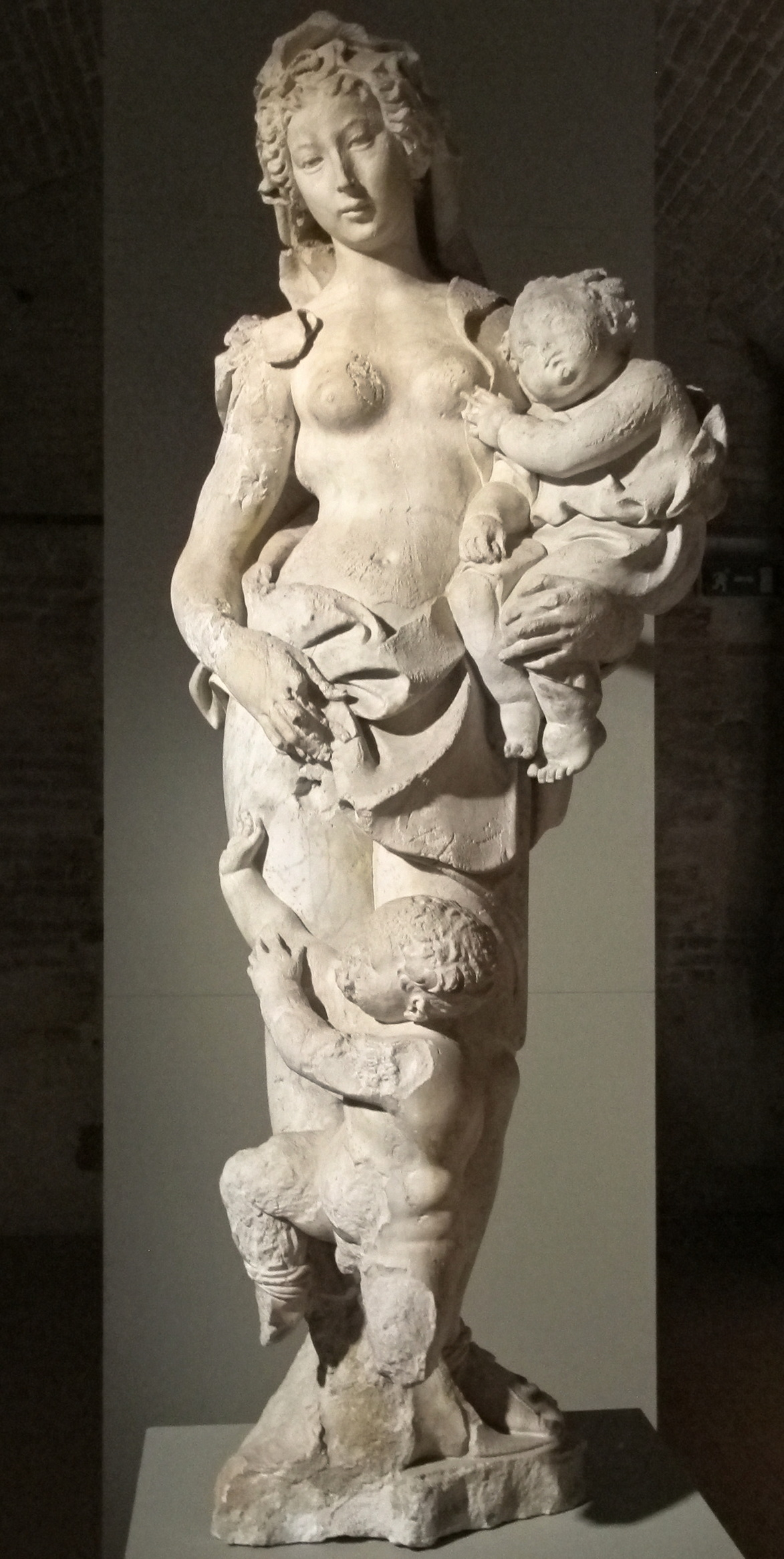
Aca Laurência de Jacopo della Quercia, originalmente na Fonte Gaia (Siena) e atualmente no museu de Santa Maria della Scalla, na mesma cidade

Aca Larência (em latim: Acca Larentia) ou Aca Laurência é uma mulher mítica, mais tarde deusa, na Mitologia romana, em honra de quem é celebrado o festival Larentália a 23 de dezembro.

## Mãe adoptiva dos fundadores de Roma
Numa das tradições mitológicas (a de Licínio Macer, et al.), Laurência foi esposa do pastor Fáustulo, e depois a mãe adoptiva de Rómulo e Remo, que, diz-se, foram salvos por ela após serem atirados ao rio Tibre por ordem do rei Amúlio, de Alba Longa.  Aca Laurência teve 12 filhos, e após a morte de Rómulo, os outros 11 fundaram o colégio dos Irmãos Arvais (Fratres Arvales).

## Benfeitora de Roma
Outra tradição afirma que Laurência era uma rapariga bela de reputação notória, com a idade aproximada à de Rómulo e Remo, durante o reino de Anco Márcio, no século VII a.C.. Aca Laurência foi oferecida a Hércules como prémio num jogo de disputa, e trancada no seu templo com outro prémio dela, uma festa. Quando o deus não precisou mais dela, aconselhou-a a casar com o primeiro homem rico que conhecesse, que viria a ser um etrusco chamado Carúcio (ou Tarúcio, de acordo com Plutarco). Mais tarde Laurência herdou todas as suas propriedades e legou-as ao povo romano. Em gratidão com a atitude, Anco permitiu que ela fosse sepultada em Velabro, e instituiu um festival anual, a Larentália, no qual os sacrifícios eram oferecidos a Lares.  Plutarco afirma explicitamente que Laurência foi uma pessoa diferente da Laurência que casou com Fáustulo, apesar de outros escritores, como Licínio Macer, relacionam as suas histórias como pertencentes à mesma pessoa.

## Prostituta
Outra tradição reza que Laurência nem era a mulher de Fáustulo nem uma consorte de Hércules, mas sim uma prostituta chamada "lupa"  pelos pastores (literalmente "loba", mas coloquialmente "cortesã"), e que deixou ao povo romano a fortuna que fez com o sexo.

## Ligação a Lares
Seja o que for o que se pense acerca das narrativas de Aca Laurência, parece claro que teve origem na etrusca, ligada com a adoração a Lares, da qual o seu nome pode ou não derivar. A sua relação também é aparente devido ao número de filhos, que corresponde aos 12 de Lares. T.P. Wiseman explora as ligações entre Laurência, Lara e Tácita nos seus livros Remo: Um Mito Romano e Os Mitos de Roma.

## Funções
Como Ceres, Terra, Flora e outras, Aca Laurência simboliza a fertilidade da terra, neste caso nas terras da cidade e nas suas culturas. Aca Larência é também identificada com Tácita, Mana Genita, e Muta.